# Lacrimosa (singolo)
Lacrimosa è un brano musicale del gruppo musicale giapponese Kalafina, pubblicato come loro quarto singolo il 4 marzo 2009. Il brano è incluso nell'album Red Moon, secondo lavoro del gruppo. Il singolo ha raggiunto la quattordicesima posizione della classifica Oricon dei singoli più venduti in Giappone, vendendo 17 676 copie. Il brano è stato utilizzato come seconda sigla di chiusura dell'anime Kuroshitsuji.

## Tracce
CD Singolo SECL-762
1. Lacrimosa - 4:14
2. Gloria - 3:45
3. Lacrimosa (Instrumental) - 4:12

## Classifiche
| Classifica (2009) | Posizione più alta |
| ----------------- | ------------------ |
| Giappone (Oricon) | 14                 |